# Phare du cap Charles
Le phare du cap Charles (en anglais : Cape Charles Light), est un phare situé sur l'île Smith à l'embouchure de la baie de Chesapeake dans le comté de Northampton en Virginie.
Il est inscrit au Registre national des lieux historiques depuis le 23 juin 2003 sous le n° 03000569 et au Virginia Landmarks Register depuis le 4 décembre 2002.

## Historique
Le phare actuel est le plus haut phare de Virginie et le deuxième des États-Unis. Mis en service en 1895, il est le troisième phare à cet endroit. L'île Smith et le terrain du phare appartiennent à The Nature Conservancy.
Le premier phare du cap Charles était une tour en maçonnerie de 17 m construite en 1828. Celle-ci a rapidement été jugée insuffisante pour son emplacement privilégié sur le littoral, en raison de sa faible hauteur et de sa faible visibilité en mer. Menacée d’érosion, elle fut bientôt remplacée par une tour en maçonnerie de 46 m plus à l’intérieur des terres. Située à un peu plus d'un kilomètre au sud-ouest de l'ancienne tour et à 200 mètres du rivage, l'impressionnante tour conique en briques ressemblait au phare de Cape May en 1857, peinte en blanc et surmontée d'une lanterne brun foncé. En 1892, une bande rouge fut peinte autour de la section centrale de la tour blanche pour la rendre plus visible pendant la journée. Dans les années 1890, elle fut également menacée par l'érosion des plages malgré les jetées construites pour la protéger. Il fut décidé qu'un troisième phare devait être construit.
La première proposition pour ce troisième phare prévoyait une structure conique en plaques de fer, de conception similaire au nouveau phare du cap Henry , mais une offre de construction d'une tour octogonale en acier, suffisamment distincte du phare du cap Henry pour que les deux ne se confondent pas, fut approuvée.
La lentille de Fresnel de la nouvelle station a été installée et testée en juin 1895, mais son service à temps plein a été retardé jusqu'à la mi-août afin que les marins puissent être correctement informés des nouvelles caractéristiques de la station. Le lieutenant Frederick Mahan du Lighthouse Board a proposé de donner à tous les phares américains un motif «éclair numérique». L’objectif de premier ordre du Cap Charles faisait un tour complet toutes les trente secondes et produisait neuf éclairs: quatre éclairs rapides suivis d’un intervalle sombre de trois secondes, puis de cinq autres éclats suivis de seize secondes d’obscurité. Cap Charles aurait ainsi un motif 4-5, et les marins pourraient facilement associer ces chiffres à Cap Charles. Ce système de numérotation a été comparé à une sonnerie d'alarme incendie indiquant l'identité numérique exacte d'un bâtiment assiégé. En raison du coût élevé de ces lentilles spéciales, seule la lumière «4-5» à Cap Charles et la lumière «1-4-3» du phare de Minot's Ledge ont été déployés.
La lentille a été retirée du deuxième phare de Cap Charles en octobre 1895 et transférée au phare de Hog Island. Le 1er juin 1896, la vitesse de rotation de la lentille dans la nouvelle tour est réduite de moitié, les flashs se succédant si rapidement qu'ils sont indistincts à distance. Après avoir servi de tour d'observation pendant la Première Guerre mondiale, le deuxième phare de Cap Charles finit par basculer dans l'océan le 2 juillet 1927. Les phares de Cap Charles et de Hog Island furent électrifiés en 1933, achevant ainsi l'électrification de toutes les balises côtières du secteur.
En 1963, le phare est entièrement automatisé et la lentille de Fresnel de premier ordre est remplacée par une balise aérienne plus puissante, la DCB-224. La lentille originale du phare de Cap Charles est exposée au Mariners' Museum and Park (en) de Newport News, en Virginie. Le phare de Cap Charles abrite désormais une balise solaire moderne Vega Industries (en) VRB-25 (en).
Le 13 juillet 2000, un feu de broussailles a brûlé le logement du gardien principal de 1895, une cave à bois et un hangar de stockage. Les habitations des deux gardiens adjoints ont été démolies vers 1960, avant l'automatisation du phare, mais la maison du gardien principal, ainsi qu'un bâtiment à carburant et un bâtiment à générateur électrique, avaient été vendus à un club de chasse avant d'être repris par The Nature Conservancy en 1995.
Bien que le phare du Cap Charles soit toujours un phare actif et qu'il soit visible depuis le Pont-tunnel de Chesapeake Bay, son emplacement éloigné sur une île barrière inaccessible sauf par bateau et sa réserve naturelle l'empêche de s'ouvrir au public.

## Description
Le phare  est une tour octogonale en acier à claire-voie de 55 m de haut, avec une galerie et une lanterne en fonte. La tour est blanche et la lanterne est noire.
Son feu isophase Il émet, à une hauteur focale de 58 m, un bref éclat blanc de 0.5 secondestoutes les 5 secondes. Sa portée est de 18 milles nautiques (environ 33 km). Il possède aussi un feu à secteurs rouge.
Il est équipé d'une cloche de brouillard émettant une sonnerie toutes les 5 secondes. Il possède un transpondeur radar émettant la lettre O en code morse.

## Caractéristiques dufeu maritime
Fréquence : 5 secondes (W)
- Lumière : 0.5 seconde
- Obscurité : 4.5 secondes

Identifiant : ARLHS : USA-109 ; USCG : 2-0350 ; Admiralty : J1404 . NGA : .

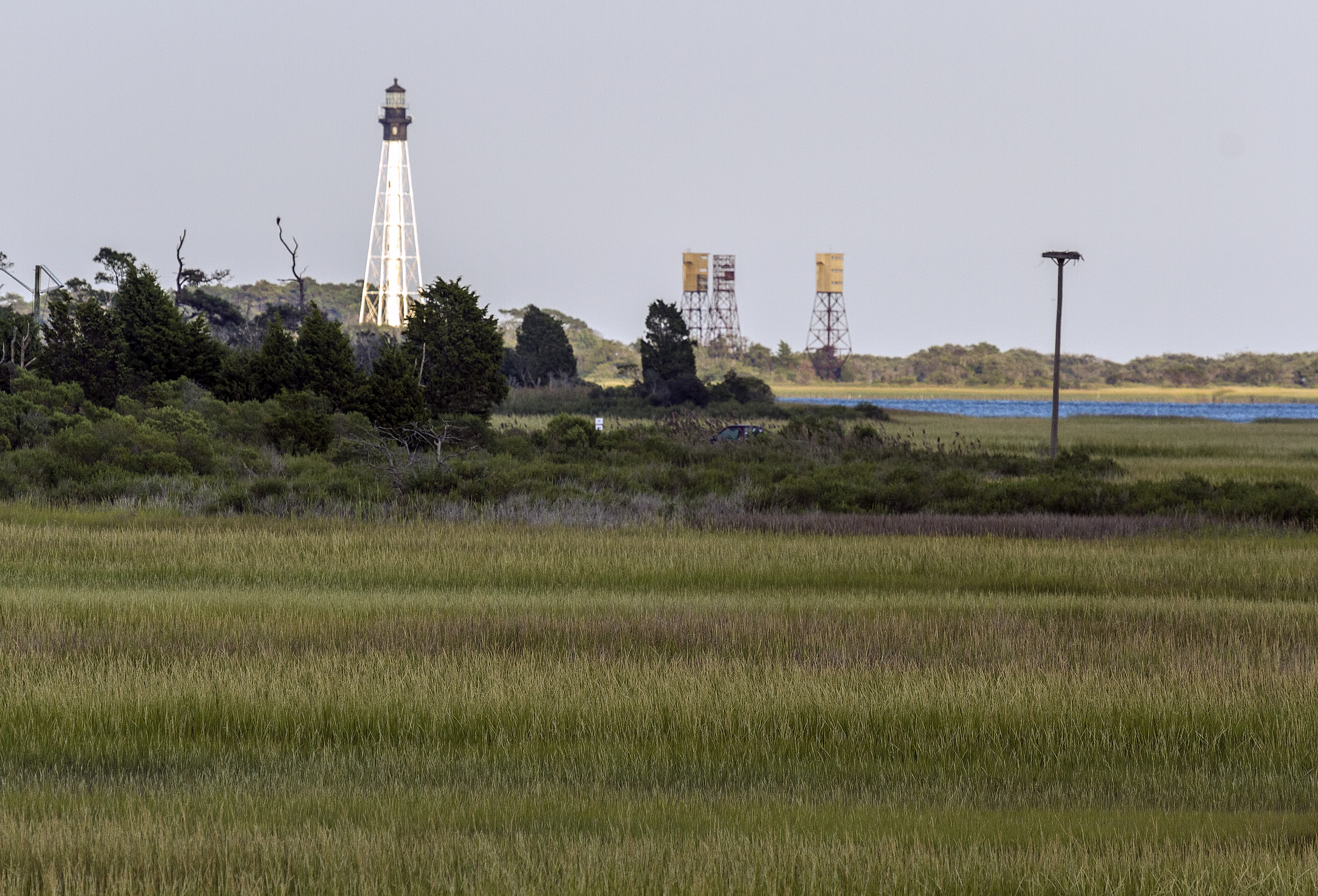
Cap Charles
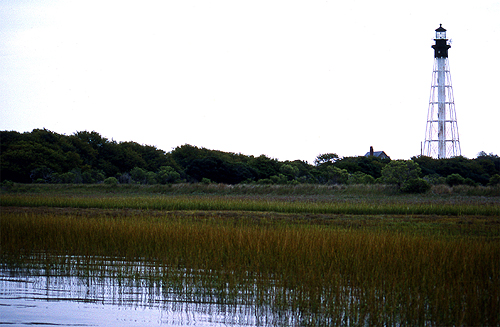
Le phare

### Lien connexe
- Liste des phares en Virginie